# Guerra Civil de Mianmar
A Guerra Civil de Mianmar (também chamada de Guerra Defensiva Popular) é uma guerra civil em andamento em Mianmar, travada principalmente entre o Tatmadaw e a Força de Defesa do Povo do Governo de Unidade Nacional, que eclodiu no início de 2021 após a repressão do governo militar aos protestos contra o golpe de Estado de 2021.
Nos meses seguintes ao golpe, a oposição começou a se unir em torno do Governo de Unidade Nacional, que lançou uma ofensiva contra a junta birmanesa. Em 2022, a oposição controlava territórios substanciais, embora pouco povoados.
O conflito foi descrito como uma guerra civil pelo chefe de Direitos Humanos da ONU.

## Contexto
Na manhã de 1 de fevereiro de 2021, o Tatmadaw depôs com sucesso o governo eleito de Mianmar, formando uma junta militar. O ex-presidente Win Myint, Aung San Suu Kyi e vários outros membros da Liga Nacional para a Democracia foram detidos em incursões matinais e Min Aung Hlaing foi imposto como Comandante-em-Chefe dos Serviços de Defesa e governante de facto da nação.
Os motivos exatos por trás do golpe militar não são claros, o Tatmadaw afirma que as eleições gerais de 2020 tiveram 8,6 milhões de irregularidades eleitorais nos dias anteriores ao golpe, mas não apresentaram evidências. Acredita-se que o golpe de Estado pode ter sido uma maneira de restabelecer o poder do longo domínio dos militares sobre o país que terminou dez anos antes.
A sangrenta repressão às manifestações anti-golpe levou à criação de grupos armados para combater o Conselho Administrativo de Estado, a junta militar birmanesa. Reunidos sob o nome de Força de Defesa do Povo e sob as ordens do Governo de Unidade Nacional, formado por antigos parlamentares em exercício antes do golpe de Estado, as duas organizações declararam oficialmente uma "guerra defensiva" contra o regime militar em setembro de 2021.

## Situação humanitária
A situação dos direitos humanos em Mianmar deteriorou-se substancialmente desde o início do conflito civil. Em setembro de 2022, 1,3 milhão de pessoas foram deslocadas internamente e mais de 13 000 crianças foram mortas. As forças armadas birmanesas aumentaram seu uso de crimes de guerra, incluindo assassinato, violência sexual, tortura e ataques a civis. Desde o início do conflito civil, tanto os militares birmaneses quanto as forças de resistência têm usado instalações educacionais como bases e locais de detenção. Em 2021, mais de 190 ataques violentos a escolas foram relatados em treze estados e regiões de Mianmar. Em junho de 2022, 7,8 milhões de crianças permaneciam fora da escola. A junta também apreendeu propriedades de opositores políticos como parte de uma estratégia de intimidação, impactando centenas de famílias. O sistema de saúde pública de Mianmar entrou em colapso efetivamente.
As condições econômicas em Mianmar pioraram substancialmente devido à guerra em curso e má gestão econômica pelo Conselho de Administração do Estado. Em 2021, o PIB de Mianmar caiu 5,9%. Entre março e junho de 2022, quase 10 000 pessoas deixaram o país mensalmente pelos canais oficiais, agravando a fuga de cérebros e reproduzindo o êxodo civil que se seguiu aos golpes militares de 1962 e de 1988. O mercado de trabalho local entrou em colapso. Em setembro de 2022, o valor do kyat birmanês desvalorizou mais de 60%, enquanto os preços das commodities básicas aumentaram em até 57%. O Banco Mundial estimou que a economia de Mianmar contraia mais 18% em 2022. Desde abril de 2022, o país passou por escassez de moeda estrangeira, o que afetou fortemente os importadores, resultando em escassez de produtos básicos como medicamentos e fertilizantes. O regime militar impôs controles de moeda estrangeira, o que agravou a escassez de dólares americanos entre as empresas internacionais que operam no país. Muitas empresas estrangeiras e multinacionais, incluindo Telenor, Ooredoo, Chevron, British American Tobacco e Woodside Petroleum, saíram do mercado birmanês à medida que o conflito se intensificou. Em setembro de 2022, o Grupo de Ação Financeira Internacional liderado pelo G7 anunciou planos para colocar Mianmar na lista negra por não conter a lavagem de dinheiro e o financiamento do terrorismo. Atualmente, apenas o Irã e a Coreia do Norte estão na lista negra.
A guerra civil agravou a crise de segurança alimentar do país, com uma em cada quatro pessoas enfrentando insegurança alimentar. A pobreza e a insegurança alimentar afetaram desproporcionalmente a Zona Seca de Mianmar e as regiões do delta do Irrawaddy, que representam mais de 80% da área agrícola e abrigam um terço da população do país.